# Bessais-le-Fromental
Bessais-le-Fromental – miejscowość i gmina we Francji, w Regionie Centralnym, w departamencie Cher.
Według danych na rok 1990 gminę zamieszkiwało 361 osób, a gęstość zaludnienia wynosiła 14 osób/km² (wśród 1842 gmin Regionu Centralnego Bessais-le-Fromental plasuje się na 788. miejscu pod względem liczby ludności, natomiast pod względem powierzchni na miejscu 469.).